# Eleição municipal de Barra Mansa em 2024
A eleição municipal da cidade brasileira de Barra Mansa em 2024 ocorreu no dia 6 de outubro com o objetivo de eleger um prefeito, um vice-prefeito e 19 vereadores responsáveis pela administração da cidade no mandato a se iniciar em 1° de janeiro de 2025, com término em 31 de dezembro de 2028. Como o município não possui 200 mil eleitores, a disputa foi realizada em turno único. O prefeito titular era Rodrigo Drable Costa, do UNIÃO, eleito em 2020 pelo DEM. Conforme a legislação eleitoral, por estar em seu segundo mandato seguido, Costa não esteve apto à reeleição.
No primeiro turno, realizado em 6 de outubro, Luiz Furlani, candidato pelo PL, foi eleito prefeito do município com 44.330 votos (48,10% dos votos válidos), seguido de Marcelo Cabeleireiro, candidato pelo UNIÃO, que recebeu 36.600 (39,71%). Para a Câmara dos Vereadores, Rayanne Moreira, do PL, foi a candidata mais votada da cidade, com 2.588 votos (2,71% dos votos válidos). O PL foi o partido que mais recebeu assentos na câmara legislativa, recebendo 4 cadeiras.

## Calendário eleitoral
| Início        | Fim           | Atividades | Status    |
| ------------- | ------------- | --- | --------- |
| 7 de março    | 5 de abril    | Janela partidária para vereadores trocarem de partido visando concorrer às eleições sem perder o mandato. | Realizado |
| 6 de abril    | 6 de abril    | Data-limite para todas as legendas e federações partidárias obterem o registro dos estatutos no TSE e para todos os candidatos terem domicílio eleitoral na circunscrição em que desejam disputar as eleições com a filiação deferida pelo partido. | Realizado |
| 15 de maio    | 15 de maio    | Início da campanha de arrecadação prévia de recursos na modalidade de financiamento coletivo para pré-candidatos, sem realização de pedidos de voto e obedecendo a regras relativas à propaganda eleitoral na Internet.                             | Realizado |
| 20 de julho   | 5 de agosto   | Realização de convenções partidárias para deliberar sobre coligações e escolher candidatos às prefeituras e aos cargos de vereador. Os partidos têm até 15 de agosto para registrar os nomes na Justiça Eleitoral.                                  | Realizado |
| 16 de agosto  | 16 de agosto  | Início das campanhas eleitorais de forma igualitária, podendo qualquer publicidade ou manifestação com pedido explícito de voto antes da data ser considerada irregular e multada.                                                                  | Realizado |
| 30 de agosto  | 3 de outubro  | Veiculação da propaganda eleitoral gratuita no rádio e na televisão. | Realizado |
| 6 de outubro  | 6 de outubro  | Realização do primeiro turno das eleições municipais. | Realizado |
| 11 de outubro | 25 de outubro | Veiculação da propaganda eleitoral gratuita no rádio e na televisão para o segundo turno. | Realizado |
| 27 de outubro | 27 de outubro | Realização de um eventual segundo turno nas cidades com mais de 200 mil eleitores em que o candidato a prefeito mais votado não tenha atingido a metade mais um dos votos válidos.                                                                  | Realizado |

## Candidatos à prefeitura
| Nº | Prefeito  | Prefeito             | Prefeito            | Prefeito                                           | Vice-prefeito(a) | Vice-prefeito(a) | Vice-prefeito(a)    | Vice-prefeito(a)    | Vice-prefeito(a)                           | Coligação | Ref.                 |
| Nº | Candidato | Candidato            | Partido Federação   | Cargo mais recente                                 | Candidato(a)     | Candidato(a)     | Candidato(a)        | Partido Federação   | Cargo mais recente                         | Coligação | Ref.                 |
| -- | --------- | -------------------- | ------------------- | -------------------------------------------------- | ---------------- | ---------------- | ------------------- | ------------------- | ------------------------------------------ | --- | -------------------- |
| 12 |           | Thiago Valério       | PDT                 | - Vereador de Barra Mansa (2017–2020)              |                  |                  | Dr. Maurício Amaral | PT FE Brasil        | - Médico                                   | Barra Mansa tem Jeito - PDT - FE Brasil (PT, PV e PCdoB) - PSD                                               | [ 8 ] [ 9 ]          |
| 22 |           | Luiz Furlani         | PL                  | - Secretário de Governo de Barra Mansa (2023–2024) |                  |                  | Luciana Alves       | MDB                 | - Vereadora de Barra Mansa (2021–presente) | Minha Cidade no Caminho Certo! - PL - MDB - PP - Solidariedade - Agir - PODE - Republicanos                  | [ 10 ] [ 11 ]        |
| 44 |           | Marcelo Cabeleireiro | UNIÃO               | - Deputado estadual do Rio de Janeiro (2019–2023)  |                  |                  | Léo da Joalheria    | UNIÃO               | - Comerciante                              | União por Barra Mansa - UNIÃO - PSB - PMB - Avante - PRTB - DC - PRD - MOBILIZA - NOVO - Fed. PSDB Cidadania | [ 12 ] [ 13 ] [ 14 ] |
| 50 |           | Professor Petterson  | PSOL Fed. PSOL REDE | - Professor de Ensino Fundamental                  |                  |                  | Eliza Campos        | PSOL Fed. PSOL REDE | - Professora de Ensino Fundamental         | Sem coligação                                                                                                | [ 15 ]               |

### Desistências
- Bruno Marini (NOVO) – Empresário. Retirou sua pré-candidatura em 18 de julho, em apoio ao candidato Marcelo Cabeleireiro, do UNIÃO.[16]

## Resultado

### Prefeito
| Candidato(a) a prefeito | Candidato(a) a prefeito     | Candidato a vice-prefeito(a) | Primeiro turno 6 de outubro | Primeiro turno 6 de outubro |
| Candidato(a) a prefeito | Candidato(a) a prefeito     | Candidato a vice-prefeito(a) | Total                       | %                           |
| ----------------------- | --------------------------- | ---------------------------- | --------------------------- | --------------------------- |
|                         | Furlani (PL)                | Luciana Alves (MDB)          | 44.330                      | 48,10%                      |
|                         | Marcelo Cabelereiro (UNIÃO) | Léo da Joalheria (UNIÃO)     | 36.600                      | 39,71%                      |
|                         | Thiago Valério (PDT)        | Dr. Maurício Amaral (PT)     | 10.127                      | 10,99%                      |
|                         | Professor Petterson (PSOL)  | Eliza Campos (PSOL)          | 1.106                       | 1,20%                       |
| Total de votos válidos  | Total de votos válidos      | Total de votos válidos       | 92.163                      | 89,50%                      |
| → Votos brancos         | → Votos brancos             | → Votos brancos              | 4.421                       | 4,29%                       |
| → Votos nulos           | → Votos nulos               | → Votos nulos                | 6.396                       | 6,21%                       |
| Total de votos          | Total de votos              | Total de votos               | 102.980                     | 75,81%                      |
| → Abstenções            | → Abstenções                | → Abstenções                 | 32.868                      | 24,19%                      |
| Eleitores aptos a votar | Eleitores aptos a votar     | Eleitores aptos a votar      | 135.848                     | 100%                        |
| Fonte:                  |                             |                              |                             |                             |

### Vereadores eleitos
| Candidato(a) | Candidato(a)           | Nº     | Partido       | Votação | Votação     |
| Candidato(a) | Candidato(a)           | Nº     | Partido       | %       | Total       |
| ------------ | ---------------------- | ------ | ------------- | ------- | ----------- |
|              | Rayane Braga           | 22.022 | PL            | 2,71%   | 2.588 votos |
|              | Jefferson Mamede       | 22.222 | PL            | 2,47%   | 2.366 votos |
|              | Everton Pésão          | 77.677 | Solidariedade | 2,37%   | 2.264 votos |
|              | Bruno Oliveira         | 10.123 | Republicanos  | 2,26%   | 2.161 votos |
|              | Deco                   | 10.010 | Republicanos  | 2,16%   | 2.070 votos |
|              | Pissula                | 43.122 | PV            | 2,13%   | 2.040 votos |
|              | Paulo Chuchu           | 44.000 | UNIÃO         | 2,09%   | 2.002 votos |
|              | Marcell Castro         | 12.012 | PDT           | 2,02%   | 1.934 votos |
|              | Marquinho Pitombeira   | 22.500 | PL            | 1,89%   | 1.810 votos |
|              | Junior da Van          | 27.628 | DC            | 1,82%   | 1.744 votos |
|              | Casé                   | 44.777 | UNIÃO         | 1,71%   | 1.634 votos |
|              | Cristina Magno         | 22.333 | PL            | 1,70%   | 1.629 votos |
|              | Dr. Eduardo Pimentel   | 43.000 | PV            | 1,67%   | 1.595 votos |
|              | Gustavo Gomes          | 15.123 | MDB           | 1,64%   | 1.570 votos |
|              | Klévis Farmacêutico    | 10.000 | Republicanos  | 1,58%   | 1.509 votos |
|              | Paulo Sandro           | 77.888 | Solidariedade | 1,58%   | 1.508 votos |
|              | Daniel Maciel          | 36.123 | Agir          | 1,57%   | 1.498 votos |
|              | Pastor Valter da Rádio | 27.789 | DC            | 1,35%   | 1.288 votos |
|              | Elias da Corbama       | 36.888 | Agir          | 1,18%   | 1.129 votos |